# あいさつの魔法。
「あいさつの魔法。」（あいさつのまほう。）は、ACジャパンによる2010年度の公共広告作品、およびその作品で使われている楽曲である。
この公共広告作品は東急エージェンシー北海道支社および株式会社モーニングが制作しており、ACジャパンの2010年度全国キャンペーンのひとつとして2010年7月から2011年6月まで展開された。テーマは「挨拶の励行」であり、小学校低学年までの子供を対象に、挨拶をすることの楽しさを伝えている作品である。
キャンペーン期間内に発生した東日本大震災の影響で、この作品は他のACジャパンの作品とともに頻繁に流され、各種ニュースサイトで取り上げられるなど反響を呼んだ。

## タイトルについて
キャンペーンが展開されていた当時、ACジャパンの公式サイトでの本作品の正式なタイトルは「あいさつの魔法。」と表示されており、すなわちタイトルの最後に句点がついていた。報道などでもこれに準じてタイトルが記載されていたが、一部には「あいさつの魔法」と句点なしで記載されているケースが見られていた。その後ACジャパンのサイトでも、本作品を含む2010年度の作品のメディア展開が終了してそれらの紹介がサイト内の別ページに移された際、本作品のタイトルが「あいさつの魔法」と句点なしで表示されている。同団体の2010年度の事業報告のページでも同様に「あいさつの魔法」と記されている。
なお、2010年度の作品で、紹介が別ページに移された際にタイトルから句点が脱落しているのは本作品に限ったことではなく、同年度の全国キャンペーン「見える気持ちに。」や地域キャンペーン「見方を変えよう。」（北海道地域）も句点が脱落している。ただしこれら2作品は、事業報告のページでは「見える気持ちに。」に1箇所脱落があるほかは句点つきで表示されているのに対し、「あいさつの魔法。」は一貫して句点なしで記されている。

## 歴史
2010年1月
「あいさつの魔法。」の制作に関するプレゼンテーションが行われた。その後、同年3月初旬に本キャンペーンの制作が決定し、同年5月まで制作が行われた。
2010年7月
ACジャパンの全国キャンペーンの一環として展開が開始された。
2011年3月11日
東日本大震災が発生。これにより多くの一般企業がCM放送を自粛し、それらと差し替えられる形でACジャパンのCMが大量に放送された。これにより、「あいさつの魔法。」を含めたACジャパンのCMが反響を呼んだ。
2011年6月30日
2011年度キャンペーンへの切り替えのため、全国キャンペーン展開が終了。

## キャンペーンの内容
「あいさつの魔法。」は挨拶をテーマとした低年齢向けの作品である。この作品では挨拶を単なるマナーの励行ではなく人々と仲良くなるための「まほうのことば」として扱い、挨拶をするたびに友だちが増えるということを通して、挨拶の楽しさを伝えている。
展開しているメディアはテレビ・ラジオ・新聞・雑誌などである。テレビでの広告（テレビCM）はアニメーション作品になっており、流れる音楽の歌詞に合わせて男の子（あいさつ坊や）が挨拶をすると、その挨拶と名前を掛けた動物たちが登場し、挨拶をするたびに友達が増えていくという様子を描いている。長さは15秒・30秒・60秒の3バージョンがある。ラジオでの広告（ラジオCM）は、テレビCMの音楽とキャッチフレーズのナレーションのみからなるものである。長さは20秒・40秒の2バージョンがある。新聞・雑誌などに掲載される広告では、挨拶することを勧めるメッセージが書かれており、テレビCMに登場するキャラクターについての説明もされている。インターネット上にあるCM紹介では、日本語字幕・英語字幕の付いたバージョンの動画（30秒）が閲覧可能である。
東急エージェンシー北海道支社によると、制作当初からテレビCMの作品を「アニメーションにする」という考えがあった、とのことである。また同社は、動物を題材にした理由について「生き物はみな『仲間』だからです」と述べている。

## イラスト
「あいさつの魔法。」内のイラストはyukkyが担当している。起用の理由について東急エージェンシーは「たくさんのキャラクターを描き分けられる実力があること、かわいらしくなりすぎない、こびないタッチが、子供だけではなく大人の心にもひっかかりのあるキャラクターを作ってもらえると考えたからです」と述べている。yukkyはCMの制作当初、CM監督に名前と動物が書かれた原稿を受け取り、「自由に描いていいよ。」と言われ、「どこまで、ヘンテコにして大丈夫なんだろう。」と悩みつつ描いた、ということを2011年4月4日放送の『uhbスーパーニュース』で述べている。イラストはいわゆる「ゆるキャラ」であり、Techinsightの記事では「カワイイともブサイクとも言えない、個性的で不思議なキャラクター」と評されている。

## 音楽
テレビ・ラジオCMの音楽は、札幌市にある音楽プロダクションのジョーダウンが制作を担当している。曲名は広告のタイトルと同じ「あいさつの魔法。」であり、歌を担当したのは野々歩（松本野々歩）である。東急エージェンシーは野々歩を起用することに関して、曲を制作する前から決めていたという。作詞はコピーライターである関ひとみと、本作品のクリエイティブディレクターである若浜明子が担当した。なお、野々歩はCM最後のナレーションも担当している。
作曲・編曲は飛渡健次郎とSaKi（嶋倉紗希）が担当している。SaKiは音楽中の動物たちのキャラクターボイスも担当している。キャラクターボイスに関して、当初は各キャラクターについてそれぞれ異なる人物を起用する予定だったが、「バランスがよかった」という理由でSaKiがすべての動物を担当している。

### 「ポポポポ〜ン」というフレーズについて
CMの歌詞には「ポポポポ〜ン」というフレーズがある。東急エージェンシー北海道支社によると、企画当初から「友達が登場するときの音」として何らかの面白い擬音や言葉を歌詞に盛り込むという考えがあり、このフレーズはそれを反映したものである。はじめに決定したのはコピーライター（関）が出した「ポポン」という言葉だった。「ポポポポ〜ン」というフレーズは曲に合う形の最適な言い方として最終的に決定したフレーズであり、作曲とキャラクターボイスを担当したSaKiによる発案である。SaKiは自身のブログで「インパクトを出すためにここはセリフっぽくしよう！と『ポポポポーン！』を作りました」と述べていたが、現在この発言は削除されている。
なお、このフレーズは平仮名で「ぽぽぽぽーん」などと表記されることがあるが、CM中の表示は片仮名表記である。

## 登場キャラクター
12種類のキャラクター（うち10種類はヒト以外の動物）が登場している。これらの動物はキャラクターとしての分かりやすさのほか、見知らぬ人間に挨拶する勇気をもたらす式神や守り神のような存在としてデザインされた。基本設定は新聞・雑誌広告版に準ずる。
あいさつ坊や（ジョン・太郎・ハロー）
赤い蝶ネクタイと黄色いテンガロンハットを身につけた男の子。常に笑顔である。あいさつ小学校に通っており、元気な挨拶で学校内の人気者である。新聞・雑誌広告でのみ名前が出る。
2012年1月3日放送の『CMなでしこ!2012 噂のCMガール&現役女子学生クリエイター新春大広告祭』（TBS）において、本キャンペーンのイラストを担当したyukkyはこのキャラクターに「ジョン・太郎・ハロー」と名づけていたことを明らかにした。
あいさつガール
黄色のワンピースと赤いリボンをつけたポニーテールの女の子。あいさつ坊や同様、常に笑顔である。おしゃまな性格で、明るいあいさつで人々を笑顔にする。新聞・雑誌広告でのみ名前が出る。
こんにちワン
イヌ。あいさつ坊やの一番の親友。テレビCMの60秒版では2回登場する。運動神経がよい。玉乗りが得意で、テレビCMではバスケットボールに乗って登場する。また、新聞・雑誌広告では、バスケットボールに乗らずに直立で登場する。色は茶色。
唯一動物名ではなく鳴き声を取り入れたキャラクター名である。
ありがとウサギ
ウサギ。バレリーナの格好をして回りながら登場する。テレビCMの60秒版では2回登場する。心優しい性格であり、温かな挨拶でもてている。色は白色で小さい王冠（ティアラ）をかぶっている。
こんばんワニ
ワニ。星が先端に付いた指し棒を持っている。天体観測の仕事をしており流星群が近づくと皆に伝える。色は緑色。
さよなライオン
ライオン。たてがみが人間の手を模していて、手を振る。人を笑わせるのが好きで、お別れのときも楽しくできる。色は黄色。
おはよウナギ
ウナギ。シルクハットをかぶっており、職業はマジシャン。テレビCMではステッキから花を出す手品を披露する。早起きで朝の散歩を趣味としている。色は黒色。
いただきマウス
ネズミ。耳が茶碗で右耳にご飯が盛られている。エプロンと赤ぶちの眼鏡をかけている。ごちそうさマウスの母親。グルメであり、しつけに厳しい性格。色は薄紫色。
いってきまスカンク
スカンク。髪型はモヒカン刈り、色は黒色。職業は冒険家。
yukkyはいってきまスカンクを特に気に入っているキャラクターとして挙げており、「ピンクのモヒカンでOKをいただけたのがすごくうれしかった。」と語っている。
ただいマンボウ
マンボウ。実際のマンボウの形を模した頭部から胴体と手脚が生え、口から泡を出している。足は足ひれの形状。魚屋の息子であり、店の手伝いをしている。客に褒められるのを好む。色は青色。
ごちそうさマウス
ネズミ。耳が茶碗であり、ご飯は盛られていない。いただきマウスの息子であり、食いしん坊だが食前後の挨拶はしっかりできる。色は薄紫色。
おやすみなサイ
サイ。パジャマを着用し、枕を持っていて眠そうにしている。職業は占い師。色はピンク色。

### 登場メディアの比較
下の表は、各キャラクターがどのメディアの広告に登場するのか、ということについて示している。ラジオCMでは映像がないため、名前が登場しているかどうかを判断する。記号は以下の通り。
- ○：登場する
- △：登場するが名前は出ない（テレビCM、動物キャラクターのみ対象）
- ×：登場しない

なお、テレビCMでは最後に全キャラクター（15秒・30秒バージョンの場合はいってきまスカンク以外の全キャラクター）が集まっているシーンがあるが、このシーンは下の表で考慮の対象外とする。
| キャラクター名     | テレビCM | テレビCM | テレビCM | ラジオCM | ラジオCM | 新聞・雑誌広告                                  |
| キャラクター名     | 15秒     | 30秒     | 60秒     | 20秒     | 40秒     | 新聞・雑誌広告                                  |
| ------------------ | -------- | -------- | -------- | -------- | -------- | ----------------------------------------------- |
| あいさつ坊や       | ○        | ○        | ○        | ×        | ×        | ○                                               |
| あいさつガール     | ○        | ○        | ○        | ×        | ×        | ○                                               |
| こんにちワン       | ○        | ○        | ○        | ○        | ○        | ○                                               |
| ありがとウサギ     | ○        | ○        | ○        | ○        | ○        | ○                                               |
| こんばんワニ       | △        | ○        | ○        | ×        | ○        | ○                                               |
| さよなライオン     | △        | ○        | ○        | ×        | ○        | ○                                               |
| おはよウナギ       | ×        | ○        | ○        | ○        | ○        | ○                                               |
| いただきマウス     | ×        | ○        | ○        | ×        | ○        | ○                                               |
| いってきまスカンク | ×        | ×        | ○        | ×        | ○        | ×（新聞広告には登場しない。雑誌広告では登場。） |
| ただいマンボウ     | ×        | △        | ○        | ×        | ○        | ○                                               |
| ごちそうさマウス   | ×        | △        | ○        | ×        | ○        | ○                                               |
| おやすみなサイ     | ×        | △        | ○        | ×        | ○        | ○                                               |

## スタッフ
出典：
- 広告会社・制作会社：東急エージェンシー北海道支社、モーニング
- エグゼクティブクリエイティブディレクター：根本信男
- クリエイティブディレクター：若浜明子
- アートディレクター：中西“サビ”一志
- CMプランナー：片岡典子
- コピーライター：関ひとみ
- 制作会社プロデューサー：後藤正和
- CMディレクター：松永芳郎
- イラスト：yukky
- 音楽制作プロデューサー：冨井昭次（ジョーダウン）
- ナレーション：野々歩
- ビデオ編集者：斎藤英樹
- ミキサー：河野武史
- 制作進行：杉野真紀

## 公共広告としての評価
ACジャパンの専務理事である草川衛は公共広告の制作の難しさについて、「視聴者に抵抗感を持たれることなく、心に触れる言葉を選ぶ」という点や、表現を「誰でもわかるレベルまで突き詰めないといけない」という点を述べた上で、「あいさつの魔法。」はこれらの点が「うまく噛み合った例」であるとみて評価している。

### 受賞
- 第51回全北海道広告協会賞 グランプリ[18]

## 反響
2011年3月11日に発生した東北地方太平洋沖地震（東日本大震災）のあと、民間放送のスポンサー企業が一斉にコマーシャル出稿を自粛した。これに伴いACジャパンのCMが穴埋めとして頻繁に放送され、多くの同団体のCMが反響を呼ぶことになった。
数ある同団体のCMの中でも、「あいさつの魔法。」は耳に残るとして全国的に話題を呼んだ。夕刊ガジェットの記者である中山記男は「とにかくあの中毒性は生半可なものではない」と言及している。デイリースポーツの記者である重松健三は本作に対し、「妙な感じで頭に残り、夢にまで出てくる」と記載しており、本作に影響されている状態について「洗脳」という言葉を用いている。ITmedia所属のライターである池谷勇人は、このCMの説明の際に「『気付くと口ずさんでる』・『最初はウザかったけどだんだんクセになってきた』といった方が続出した」と紹介している。
本作に対する意見としては様々である。ZAKZAK（夕刊フジ）は、インターネット上で「不安をかき立てられるニュースの合間に、ほっと癒やされる」と好印象を持つ視聴者も多い、ということを報道している。また、産経新聞札幌支局の藤井克郎は、MSN産経ニュースの記事で「子供がスキップする表情や『ポポポポーン』の歌詞が何ともほほえましく、テレビで流れるたびについ見入ってしまう」と述べている。福井新聞は「あいさつ坊やや愛らしい動物キャラクターが『不安な気持ちを癒やしてくれる』と評判になった」と報じており、さらに「（あいさつの）人と人の心をつなぎ、社会の潤滑油になる不思議な力に共感の輪が広がったようだ」と付け加えている。人気の高い視聴者層について、NEWSポストセブンの記事では「お母さん層を中心に好評」と述べられており、TechinsightやZAKZAKの記事では小さい子や小学生に人気があるという旨が述べられている。また、動画サイトのYouTubeでも大量に再生された。
このように肯定的な見方が多く存在する一方、否定的な見方もある。NEWSポストセブンの記事は、地震によって頻繁に流されるようになった「あいさつの魔法。」が、地震で失った家族のことを思い出させるなど、被災者にとって「辛い歌」となっていることを述べている。また、「被災しているときに、“あいさつしなさい”というのは、いかがなものか」とCM内容に対し一部の視聴者が苦情を出している。この種の苦情は「あいさつの魔法。」に限ったものではなく、他のACジャパンのCMにも同種の苦情が寄せられていたが、いくつかのCMは苦情などの理由でACジャパンから放送中止が依頼されたのに対し、本作がそのような事態に至ることはなかった。
制作に携わった人物も、地震後の大量放送についてコメントを述べている。この曲を歌っている野々歩は、「少し複雑な思いでテレビの中の自分の声をぼんやり聞いていました」「呼んでもらえて本当に良かったと心底思っています」と語っている。この曲を制作したSaKiは「災害番組の合間にあいさつ促進のCMは…個人的には不謹慎というか…言い方を悪くすれば場違いかな」と評している。その後、この作品に関する記事は自身の手で削除しているものの、もらったコメントに対して感謝の意を述べている。コピーライターの関は、「度を超えた放映量が、いかにプロパガンダ的な力を持つか。マスメディアの影響力をあらためて見せつけられた思いでした。このCMに携わったスタッフ以上に、そのことを実感した人はいないのでは」と話している。クリエイティブ・ディレクターの若浜は、本作が災害に備えて製作された作品でないことから放送頻度に困惑しながらも、作品の対象であった当時の小学校低学年相当の視聴者に受け入れられたことを喜んだ。
CMの大量放送により、動画サイトなどでは「あいさつの魔法。」に関する多くの二次創作が広まった。リアルライブの記事では、動画サイトで「あいさつの魔法。」を用いた多くのMADムービーが制作されるなど「ブーム」になっており、賛否両論あるものの利用者に広く受け入れられている、と語られている。二次創作の一例としては、ありがとウサギがロボット風に変身している「グレートありがとウサギ」やCM登場キャラクターの合体ロボ「超AC合体グレートポポポポ〜ン」が夕刊ガジェット通信の記事で挙げられている。ITmediaの記事では、先述の件以外にpixivでこのCMを題材にしたものが制作されちょっとした祭りになっていることを伝えた他、Flashを利用して制作された「ぽぽぽぽ〜ん」の部分だけを好きなだけ再生できるボタンが登場したことを伝えている。漫画家の増田剛（うらまっく）は作品に登場するキャラクターのフィギュアを制作している。
テレビ番組などでも「あいさつの魔法。」のパロディが見られている。2011年4月10日に放送された『笑点』の大喜利のコーナーで、三遊亭円楽がこのCMに関した挨拶をし、同じく4月24日放送の同コーナーの1問目で林家たい平が答えのネタとして、このCMを挙げた。たい平は5月6日放送の『金曜スーパープライム ザ・富士山 大解剖スペシャル!!』の中で行われた大喜利のコーナーでも、このCMをネタにして答えに使っている。また、爆笑問題や斉藤和義もこのCMをネタに用いており、創作では、漫画『銀魂』、アニメ『ザ・ペンギンズ from マダガスカル』や『じょしらく』の第11席目のオリジナルネタなどでもこのCMがネタとして用いられた。
スポーツ選手でもこのCM影響を受けた人がいた。例えば、プロ野球・阪神タイガースに所属するマット・マートン外野手がこのCMの歌詞に出てくるフレーズを口に出しており、通訳が「完全にCMの影響」と話している。
以上のように、「あいさつの魔法。」に対する反響は非常に大きく、ある広告関係者は、本作ほどの認知度を獲得するのに通常は数十億円の金額がかかるという旨の発言をしている。また、認知度の高さから本作のキャラクターの商品化が一部で考えられ、ライセンス許諾に関する問い合わせがACジャパンに殺到したことが報道された。
前述の「ポポポポーン」というフレーズは流行語として反響を呼び、オリコンが10代・20代を対象に実施した「身近で流行った言葉」についてのアンケート（2011年上半期）では3位にランクインした（なお、TOP10圏外だったものの「ありがとウサギ」や「こんにちワン」といったキャラクターも挙がっていた）。セーラー万年筆が10代を対象に実施したアンケート「10代の重大ニュース」（2011年）内の「印象に残った流行語」においては「ぽぽぽぽ〜ん」という表記で2位にランクインした。週刊文春が読者1000人からのアンケートをもとに選出した2011年の『週刊文春版流行語グランプリ』では、「ポポポポ〜ン」という表記で7位にランクインした（なお、ACのCM名「こだまでしょうか」は34位、「AC」も38位にランクインしている）。ネット流行語大賞（2011年）においては、同賞の実行委員会10社のうちガジェット通信が主催した「本家版」、それ以外の9社が合同で集計した「共同版」の両方で金賞（1位）を受賞した。ユーキャン新語・流行語大賞（2011年）においては、「ぽぽぽぽーん」という表記で候補60語にノミネートされたものの、大賞やトップ10には選ばれなかった（なお、同時にノミネートされたACのCM名「こだまでしょうか」はトップ10に選ばれている）。
「ポポポポーン」の流行語としての反響については、否定的な見方もある。web R25の記事によると、ネット流行語大賞における金賞受賞についてインターネット上では「納得した」という意見がある一方、「違和感を抱く」という意見が多く存在している。
CM総合研究所によると、「あいさつの魔法。」は2010年度のACジャパンのCMの中でも好感度が高かったという。また、同研究所調べによる2011年上半期のCM好感度ランキングにおいてACジャパンのCMが1位を獲得したのも本作の「口ぐせになるほどの強烈な印象」が好感度を大きく押し上げたためだという旨を夕刊フジが報道している（同ランキングではACジャパンの全作品がひと括りにカウントされている）。前年の73位から1位に浮上したことについて宣伝会議は、「企業CM自粛に伴うAC素材の大量露出は、広告の影響力が出稿量に比例するという事実も浮かび上がらせた。」と指摘している。
ACジャパンによると、本作に対しては幼稚園や小学校からの素材貸し出しの申し込みが多かったという。これについて同社は「子どもに訴えるスタンスが功を奏し」たとし、「久々に手ごたえがありました」と記している。